# Frenulo

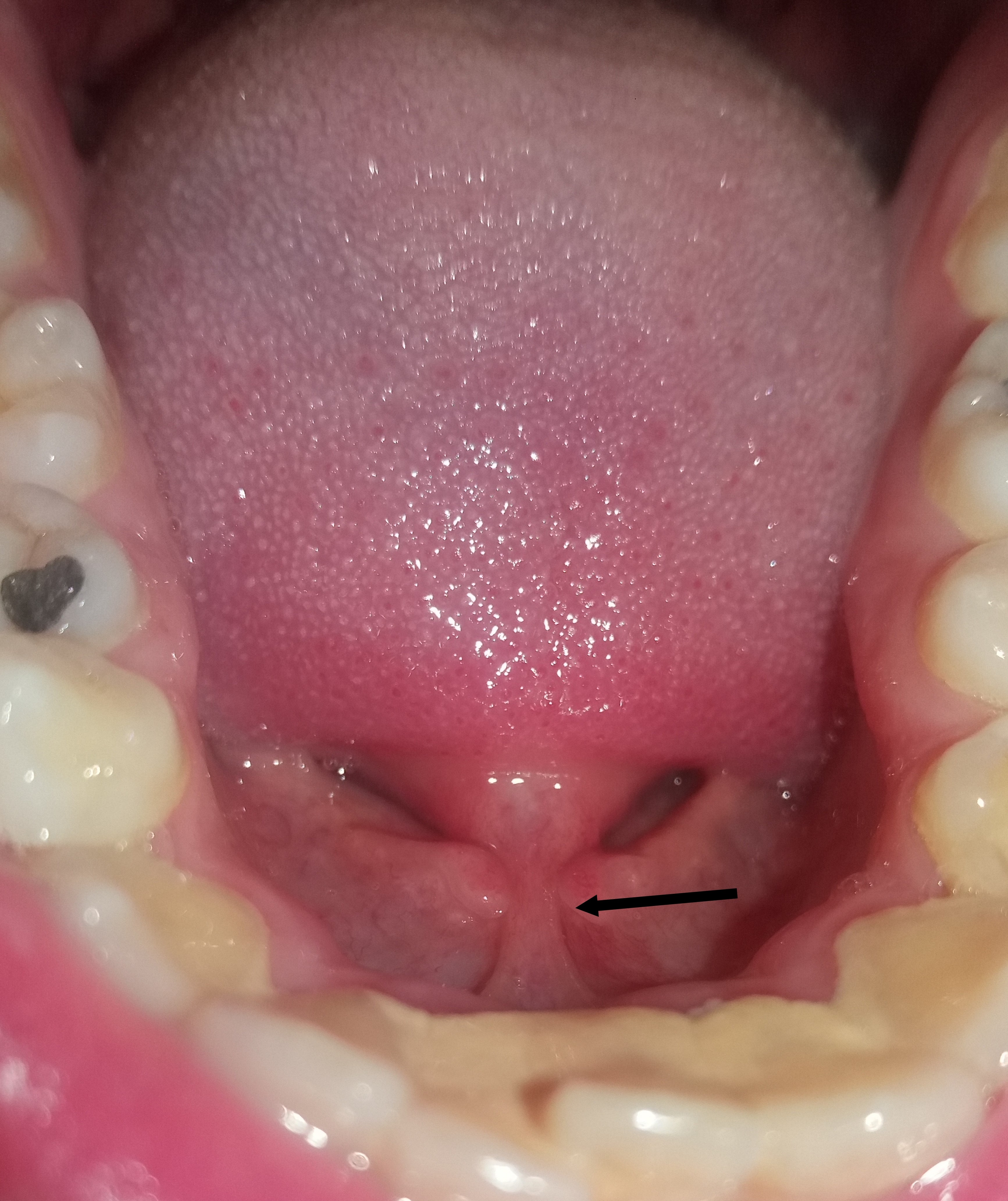
Un frenulo linguale (indicato dalla freccia)

Il frenulo (in latino frenulum) è un tessuto che collega diverse parti degli organi o del corpo e ne permette o limita il movimento.
In chirurgia gli interventi effettuati a tale tessuto prendono il nome di frenulotomia, ovvero le rimozioni chirurgiche dei frenuli e la frenuloplastica, ovvero le diverse alterazioni chirurgiche dei frenuli.

## Tipologie di frenulo
In anatomia indica una membrana che unisce e trattiene un organo, ed è presente in diversi organi:
- Frenulo labiale;
- Frenulo linguale;
- Frenulo del pene;
- Frenulo del clitoride;
- Frenulo del velo midollare superiore (il quale è teso tra i peduncoli cerebellari superiori).

In entomologia indica una parte che collega le ali del medesimo lato sincronizzandone il movimento.
Nelle meduse Cubozoa, i frenuli sono quattro membrane che aiutano la mobilità del velarium, rendendo il nuoto più efficace.
| Controllo di autorità | Thesaurus BNCF 26473 |